# Beniamin (biskup koptyjski)
Beniamin (wł. Micha’il Abd al-Malak, ur. 26 czerwca 1947 w Al-Batanun) – duchowny Koptyjskiego Kościoła Ortodoksyjnego, od 1976 biskup Al-Minufijji.

## Życiorys
24 czerwca 1973 złożył śluby zakonne. Święcenia kapłańskie przyjął 16 września 1973. Sakrę biskupią otrzymał 13 czerwca 1976. W 2016 otrzymał godność metropolity.